# The Speed of Darkness
The Speed of Darkness è il terzo album in studio del gruppo black metal Leviathan, pubblicato nel 2006 dalla Viva Hate Records.

## Tracce
1. I Miss Watching You Die – 6:16
2. Pondering the Wealth of the Stars – 5:50
3. Fossils of Hope – 4:57
4. S.W.O.L. – 5:58
5. Your Army Awaits – 7:34

## Formazione
- Wrest - tutti gli strumenti, voce